# Terry McDermott (pattinatore)
Richard Terrance McDermott detto Terry (Essexville, 20 settembre 1940 – 20 maggio 2023) è stato un pattinatore di velocità su ghiaccio e giudice di gara statunitense, campione olimpico sui 500 m ad Innsbruck 1964.
Quattro anni dopo a Grenoble fu invece argento, sempre sulla stessa distanza. Aveva preso parte anche agli VIII Giochi olimpici invernali, a Squaw Valley nel 1960, dove aveva chiuso settimo.
Al termine della carriera divenne un giudice di gara, e recitò il giuramento olimpico a Lake Placid 1980.
È stato inserito nella National Speedskating Hall of Fame nel 1977.

## Palmarès

### Giochi olimpici invernali
- 2 medaglie:
  - 1 oro (500 m a Innsbruck 1964)
  - 1 argento (500 m a Grenoble 1968)